# Sáo xanh
Aplonis panayensis là một loài chim trong họ Sturnidae.

## Hình ảnh

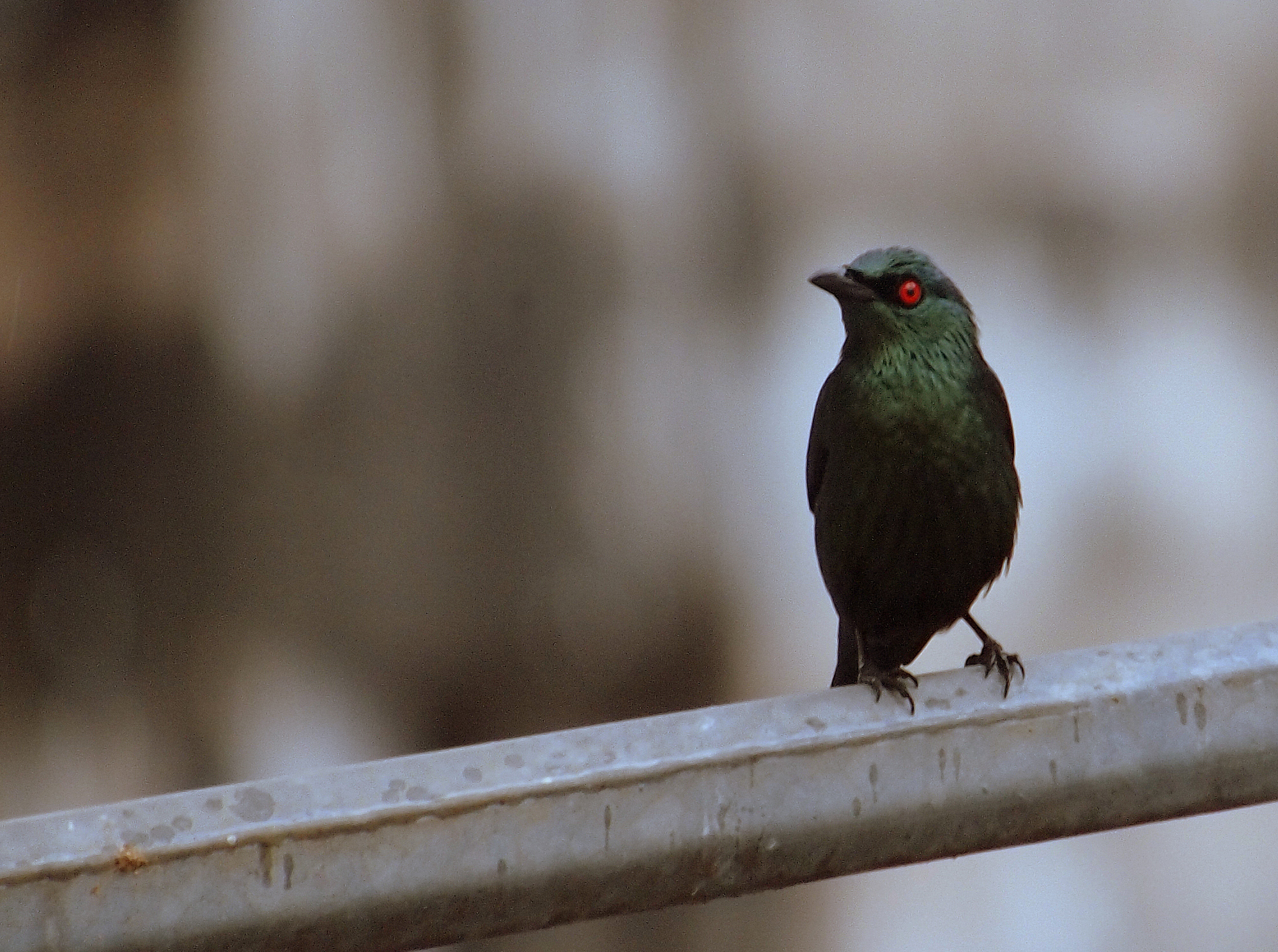
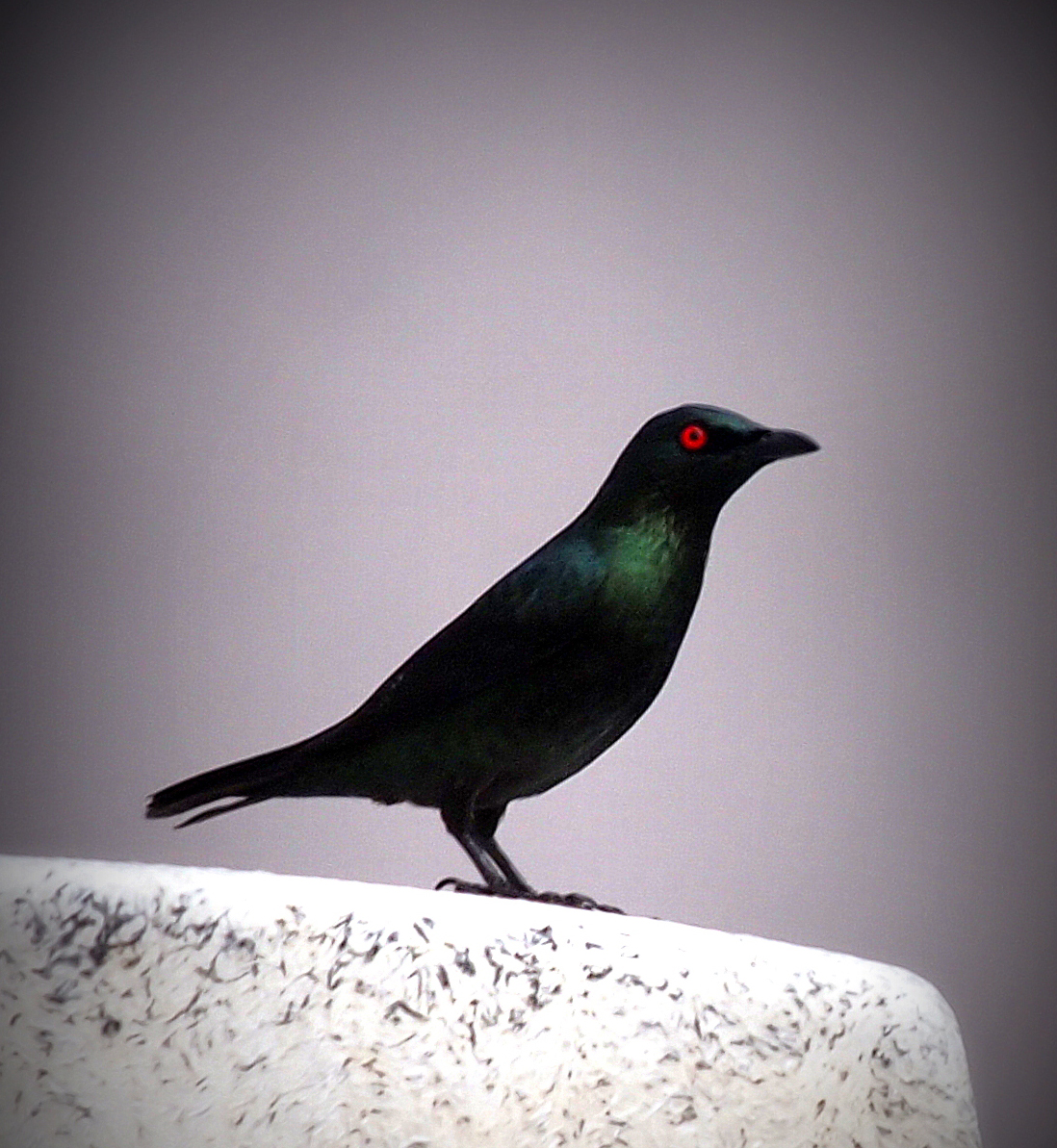
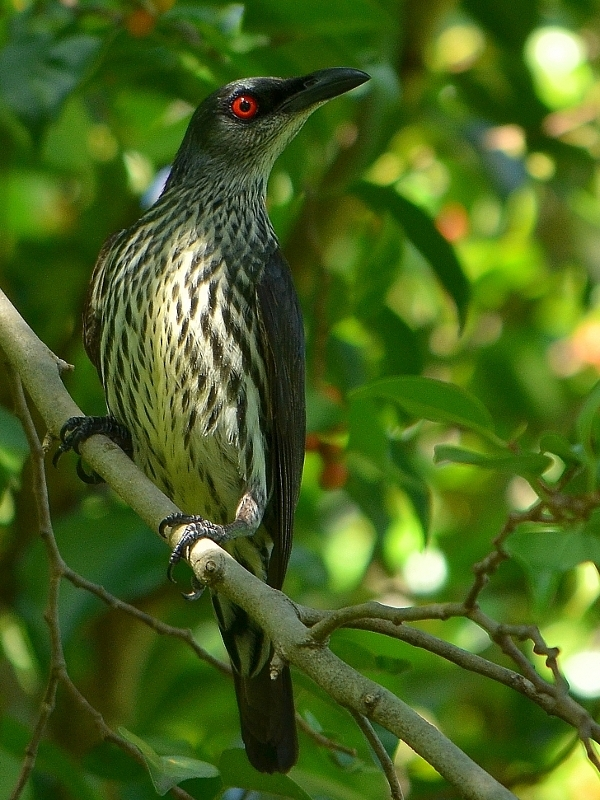
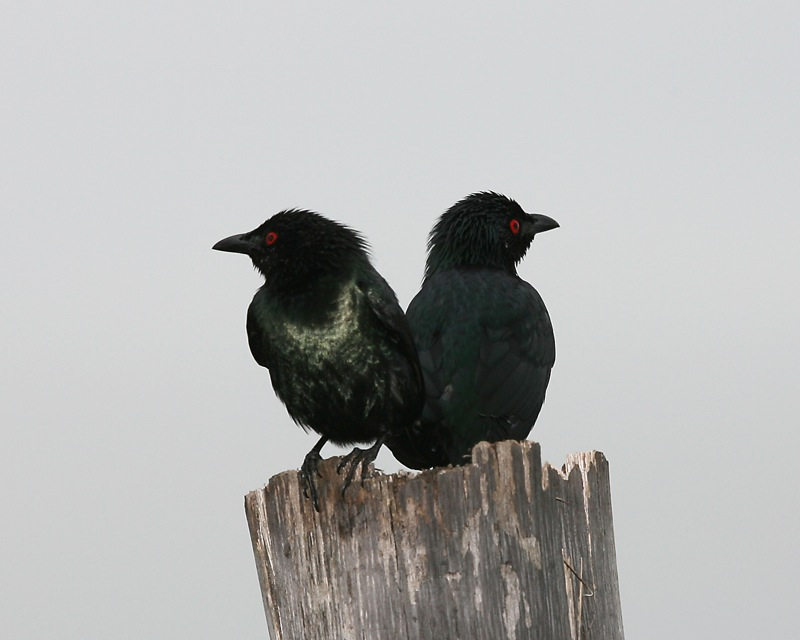